# Teterow
Teterow  är en stad i det nordtyska förbundslandet Mecklenburg-Vorpommern.

## Geografi
Teterow ligger i det sjörika landskapet Mecklenburgiska sjöarna vid sjön Teterower See. Staden har fyra ortsdelar: Teterow, Niendorf,  Papow och Teschow.

## Historia

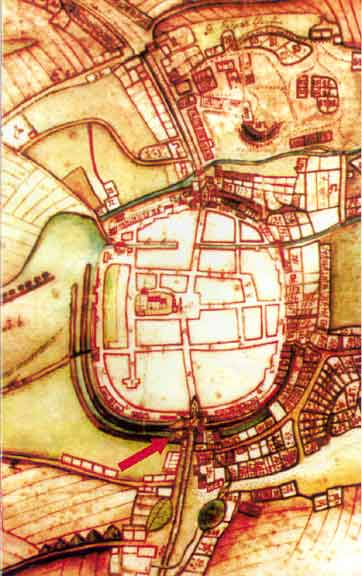
Karta över Teterow (1753)

På Teterows nuvarande plats fanns från 900-talet till 1100-talet en slavisk borg. Borgen förstördes omkring 1150, men i början av 1200-talet anlades planmässigt en ny tysk ort vid sjön Teterower See. Orten fick stadsrättigheter omkring 1235 och 1272 omnämns staden Thiterow första gången i en urkund.
Under denna tid tillhörde staden herrskapet Werle. 1436 tillföll den hertigdömet Mecklenburg.

### 1800-talet
Under 1800-talet utvecklades industrin och infrastrukturen i Teterow. 1830 anlades chausseen till Güstrow och 1864 anslöts Teterow till järnvägen Güstrow-Neubrandenburg. 1884 byggdes bibanan mot Gnoien som lades ned 1996. Under denna tid grundades bland annat en maskinfabrik, ett vattenverk (1866) och gasverket (1862–1967).

### Östtyska tiden och tyska återföreningen
Under DDR-tiden var staden huvudort i ett distriktet Kreis Teterow (1952–1994). Distriktet låg i länet Neubrandenburg. Mellan 1960-talet och 1980-talet uppfördes nya bostadsområden som byggdes med prefabricerade betongelement.
Efter Tysklands återförening sanerades den historiska stadskärnan som var i dåligt skick.

### Befolkningsutveckling
Befolkningsutveckling  i Teterow
Källa:,
,
,

## Sevärdheter

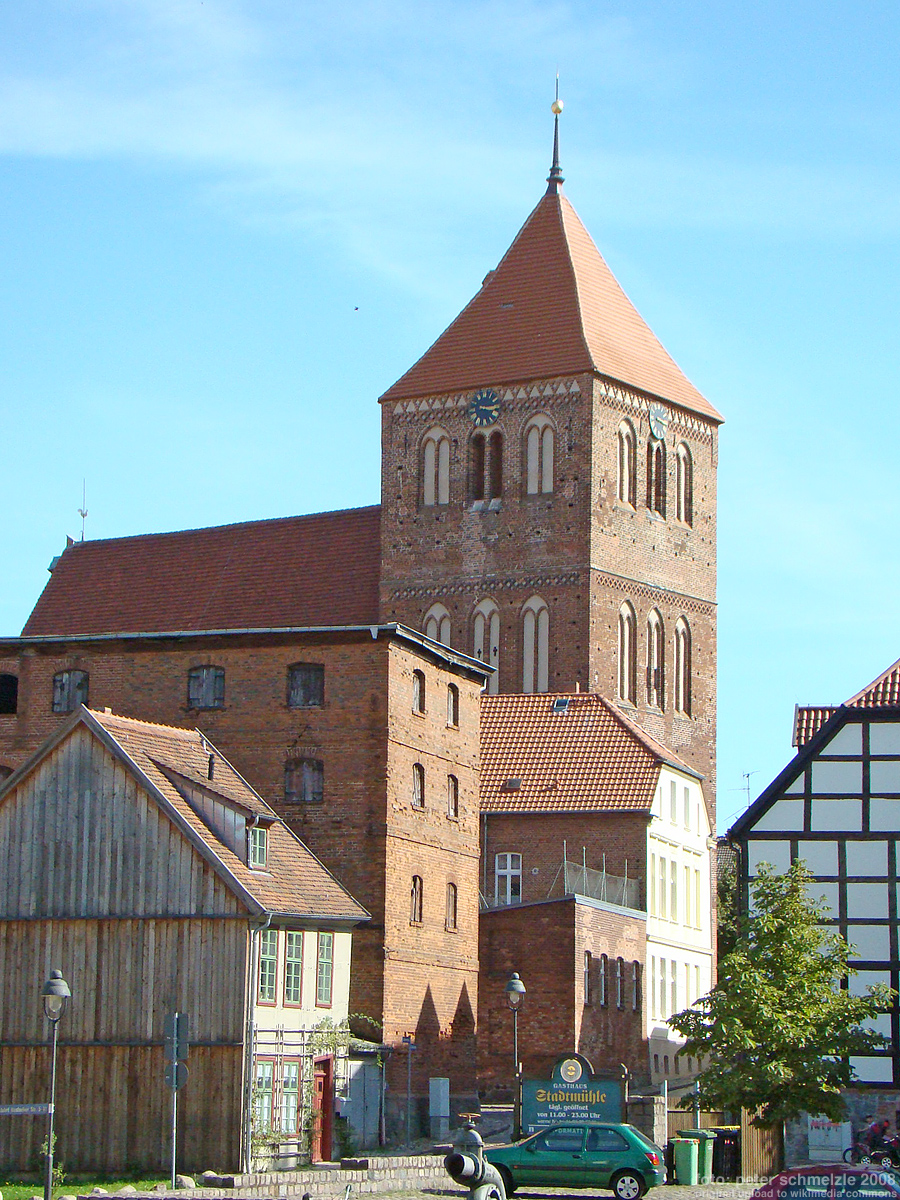
Kyrkan i Teterow

- Gotiska kyrkan från 1200- och 1300-talet
- Medeltida stadsportarna Malchiner Tor och Rostocker Tor
- Kvarn från 1800-talet

## Vänorter
Teterow har sju vänorter:
- Bad Segeberg, Tyskland, sedan 1990
- Białogard, Polen, sedan 1980
- Johnson City, Tennessee, USA, sedan 1999
- Kunszentmárton, Ungern, sedan 1993
- Scheeßel, Tyskland, sedan 1990
- Šiauliai, Litauen, sedan 1999
- Sjöbo kommun, Sverige, sedan 2008

## Kommunikationer

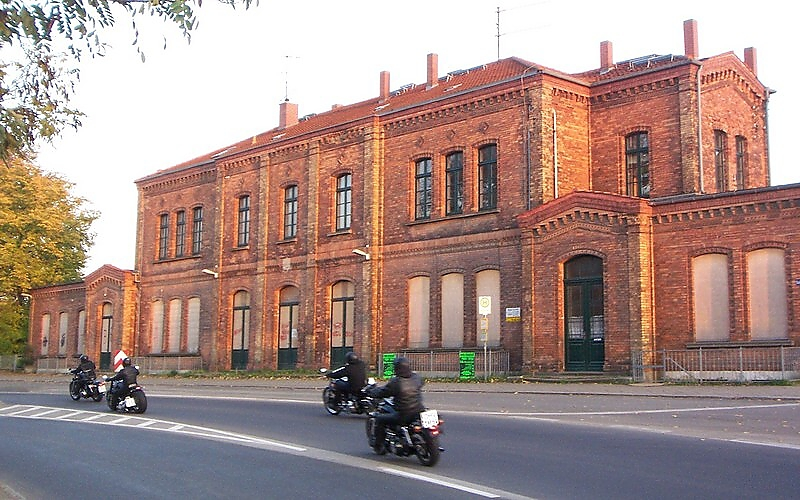
Järnvägsstationen

Teterow ligger vid järnvägslinjen Güstrow-Waren/Neubrandenburg.
Förbundsvägarna (tyska: Bundesstraße) B 104 och B 108 korsar varandra i staden. Genom förbundsvägen B 104 har Teterow anknytning till motorvägen A 19.